# Jim Riffey
James Ray "Jim" Riffey (Washington, Indiana, 14 de diciembre de 1923 - Battle Creek (Míchigan), 30 de enero de 2018) fue un jugador de baloncesto estadounidense que jugó una temporada en la NBA. Con 1,93 metros de estatura, jugaba en la posición de alero.

## Trayectoria deportiva

### Universidad
Jugó durante cuatro temporadas con los Green Wave de la Universidad de Tulane, en las que promedió 11,8 puntos por partido. En la temporada 1948-49 fue uno de los artífices en conseguir el mejor balance de victorias de la historia de la universidad, con 24, promediando 13,5 puntos por partido. En sus tres últimas temporadas fue elegido en el mejor quinteto de la Southeastern Conference.

### Profesional
Fue elegido en la decimosexta posición del Draft de la NBA de 1950 por Fort Wayne Pistons, con los que jugó una única temporada, en la que promedió 4,3 puntos y 1,7 rebotes por partido.

## Estadísticas de su carrera en la NBA

### Temporada regular
| Temporada | Edad | Equipo             | Liga | P  | TIT | MIN | TC  | TCA | %TC  | 3P | 3PA | %3P | TL  | TLA | %TL  | R.OF. | R.DEF. | REB | ASIS | ROB | TAP | PER | FP  | PTS |
| 1950-51   | 27   | Fort Wayne Pistons | NBA  | 35 |     |     | 1.9 | 5.3 | .351 |    |     |     | 0.6 | 0.7 | .769 |       |        | 1.7 | 0.5  |     |     |     | 1.5 | 4.3 |
| Total     |      |                    | NBA  | 35 |     |     | 1.9 | 5.3 | .351 |    |     |     | 0.6 | 0.7 | .769 |       |        | 1.7 | 0.5  |     |     |     | 1.5 | 4.3 |